# Zoràpters
Els zoràpters (Zoraptera) son un ordre d'insectes neòpters que té una única família, anomenada Zorotypidae, que al seu torn conté actualment un sol gènere vivent amb 34 espècies, Zorotypus i unes 9 espècies extintes.

## Filogènia
Les relacions filogenètiques d'aquest ordre d'insectes es mantenen controvertides. Basant-se en els trets morfològics es consideren insectes polineòpters relacionats amb l'ordre Embioptera. Però les anàlisis de'ADN els fan més propers a l'ordre Dictyoptera

## Descripció
Primer es van descriure formes àpteres (Zor vol dir en grec, "pur" i aptera "sense ales") però després es van trobar formes alades.
Són insectes menuts d'uns 3 mm o menys de llargada que morfològicament s'assemblen als tèrmits
Viuen en petites colònies en fusta en putrefacció, mengen espores de fongs i detritus, però també petits artròpodes.